# Средний Багряж
Средний Багряж (тат. Урта Багряж) — село Заинского района Республики Татарстан, центр Багряжского сельского поселения. Село расположено на слиянии речек Бурсык и Багряжки (последняя является притоком р. Лесной Зай) и находится в 18 км от железнодорожной станции Заинск. 

## История
Деревня основана в конце XVII — начале XVIII веков. Местное население не может однозначно сказать, когда и откуда они пришли в эти места. С учетом исторических фактов можно утверждать, что старокряшены здесь поселились или были поселены правительством вокруг крепости Заинск на рубеже в XVII — XVIII веков.
Местное предание также гласит, что люди пришли сюда с правобережья р. Камы (по некоторым представлениям с земель близ г. Краснокамска), а название "Багряж" произошло от имени первого богатого поселенца бай Гриши, которое впоследствии трансформировалось в "Багряж", что маловероятно.
Во время Столыпинской аграрной реформы (1906-1911 гг.) несколько семей из Среднего Багряжа переселились в только что основанную деревню Поповка.
В период коллективизации (1929-1930 гг.) в селе был организован колхоз "Марс" (ныне совхоз "Урняк"). В 1936 г. была основана Чубуклинская машинотракторная станция (МТС) по обслуживанию колхозов сельскохозяйственной техникой., в 1959 г. - упразднена, 
На фронтах Великой Отечественной войны (1941-1945 гг.) погибло и пропало без вести 100 жителей села.
В административном отношении до 1920 г. село относилось к Заинской волости Мензелинского уезда Уфимской губернии, с 1920 г. - к Татарской АССР.

## Население
По состоянию на 01.01.1993 г. население села составляло 203 чел., количество дворов - 79.
Численность населения на 01.01.2012 г. составляет 186 чел., количество дворов - 68.
Основное занятие населения: земледелие, скотоводство, деревообработка (изготовление бочек, чанов, саней, сельского инвентаря).